# Olympische Sommerspiele 2008/Leichtathletik – 20 km Gehen (Frauen)

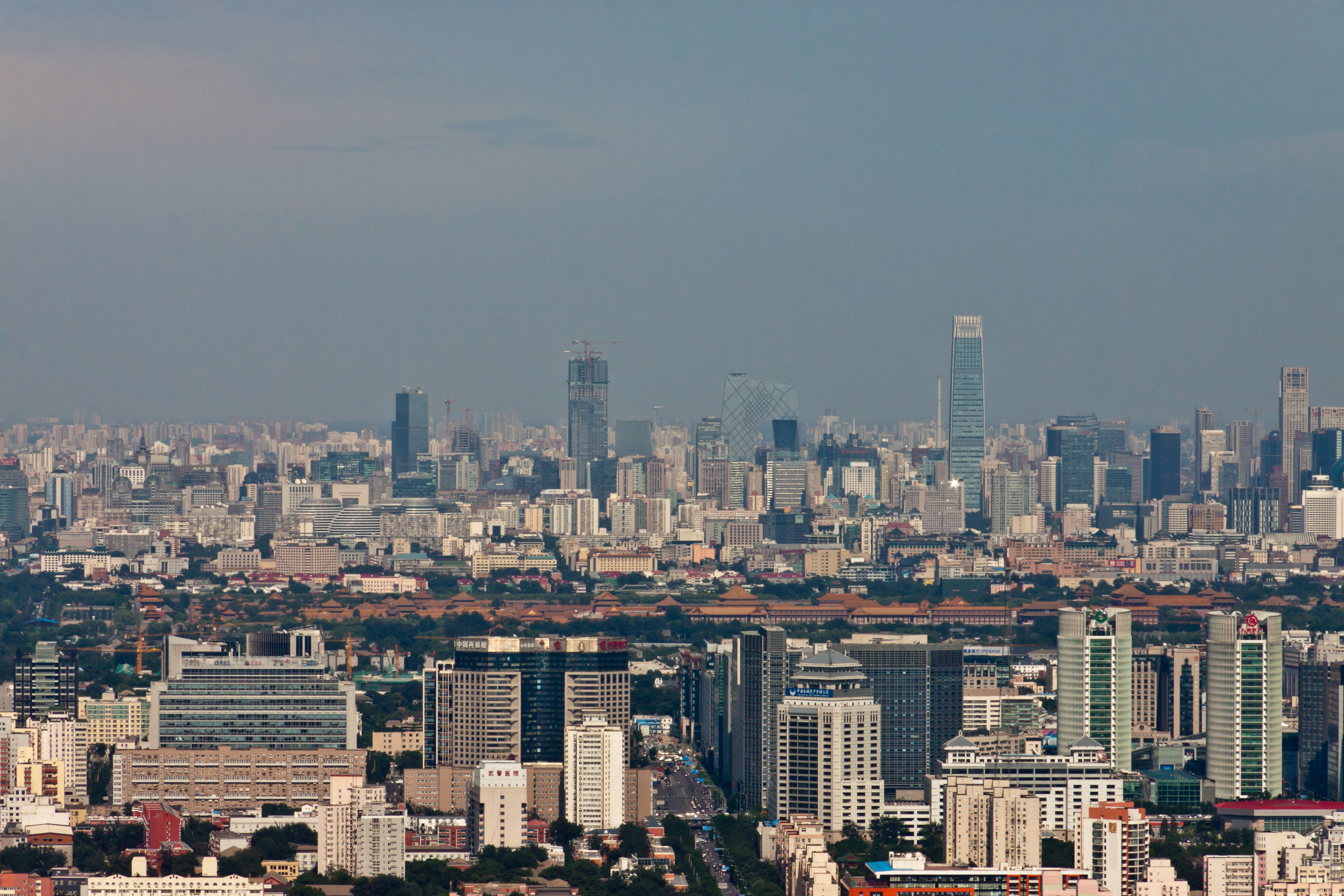
Blick auf die City von Peking im Jahr 2012

Das 20-km-Gehen der Frauen bei den Olympischen Spielen 2008 in Peking wurde am 21. August 2008 in den Straßen Pekings ausgetragen. Ziel war das Nationalstadion. 51 Athletinnen nahmen daran teil.
Olympiasiegerin wurde die Russin Olga Kaniskina, Silber ging an Kjersti Plätzer aus Norwegen, und Bronze errang die Italienerin Elisa Rigaudo.

## Aktuelle Titelträgerinnen
| Olympiasiegerin 2004                       | Athanasia Tsoumeleka ( Griechenland)        | 1:29:12 h                                   | Athen 2004          |
| Weltmeisterin 2007                         | Olga Kaniskina ( Russland)                  | 1:30:09 h                                   | Ōsaka 2007          |
| Europameisterin 2006                       | Ryta Turawa ( Belarus)                      | 1:27:08 h                                   | Göteborg 2006       |
| Panamerikanische Meisterin 2007            | Cristina López ( El Salvador)               | 1:38:59 h                                   | Rio de Janeiro 2007 |
| Zentralamerika- und Karibik-Meisterin 2008 | Claudia Ortega ( Mexiko)                    | 50:10,37 min – 10 km Gehen                  | Cali 2008           |
| Südamerika-Meisterin 2007                  | Sandra Zapata ( Kolumbien)                  | 1:37:45,94 h                                | São Paulo 2007      |
| Asienmeisterin 2007                        | Jiang Qiuyan ( Volksrepublik China)         | 1:36:16 h                                   | Amman 2007          |
| Afrikameisterin 2008                       | Grace Wanjiru Njue ( Kenia)                 | 1:39:50 h                                   | Addis Abeba 2008    |
| Ozeanienmeisterin 2008                     | 20 km Gehen nicht im Meisterschaftsprogramm | 20 km Gehen nicht im Meisterschaftsprogramm | Saipan 2008         |

## Rekorde

### Bestehende Rekorde
| Weltrekord         | 1:25:41 h | Olimpiada Iwanowa ( Russland)      | Helsinki, Finnland    | 7. August 2005     |
| Olympischer Rekord | 1:29:05 h | Wang Liping ( Volksrepublik China) | OS Sydney, Australien | 28. September 2000 |

### Rekordverbesserungen
Im Wettbewerb am 21. August wurde der bestehende olympische Rekord verbessert und darüber hinaus gab es sechs neue Landesrekorde.
- Olympischer Rekord:
  - 1:26:31 h – Olga Kaniskina, Russland
- Landesrekorde:
  - 1:27:07 h – Kjersti Plätzer, Norwegen
  - 1:27:25 h – María Vasco, Spanien
  - 1:27:46 h – Ana Cabecinha, Portugal
  - 1:27:54 h – Athanasia Tsoumeleka, Griechenland
  - 1:30:26 h – Sonata Milušauskaitė, Litauen
  - 1:31:33 h – Johanna Jackson, Großbritannien

## Ausgangslage
Die Favoritinnen für diesen Wettbewerb waren vor allem Europäerinnen. Aus Russland kam die amtierende Weltmeisterin und Vizeeuropameisterin Olga Kaniskina. Die Europameisterin und Weltmeisterin von 2005 Ryta Turowa aus Weißrussland gehörte ebenso in diesen engeren Kreis der Favoritinnen wie die spanische WM-Dritte von 2007 und WM-Vierte von 2005 Maria Vasco, die norwegische WM-Vierte von 2007 und EM-Vierte Kjersti Plätzer, die Portugiesin Susana Feitor als WM-Fünfte von 2007 und WM-Dritte von 2005 sowie die Italienerin Elisa Rigaudo als WM-Siebte von 2005 und EM-Dritte. Auch die griechische Olympiasiegerin von 2004 Athanasia Tsoumeleka war mit unter den Teilnehmerinnen. Sie hatte jedoch nicht mehr die Form von 2004.

## Resultat

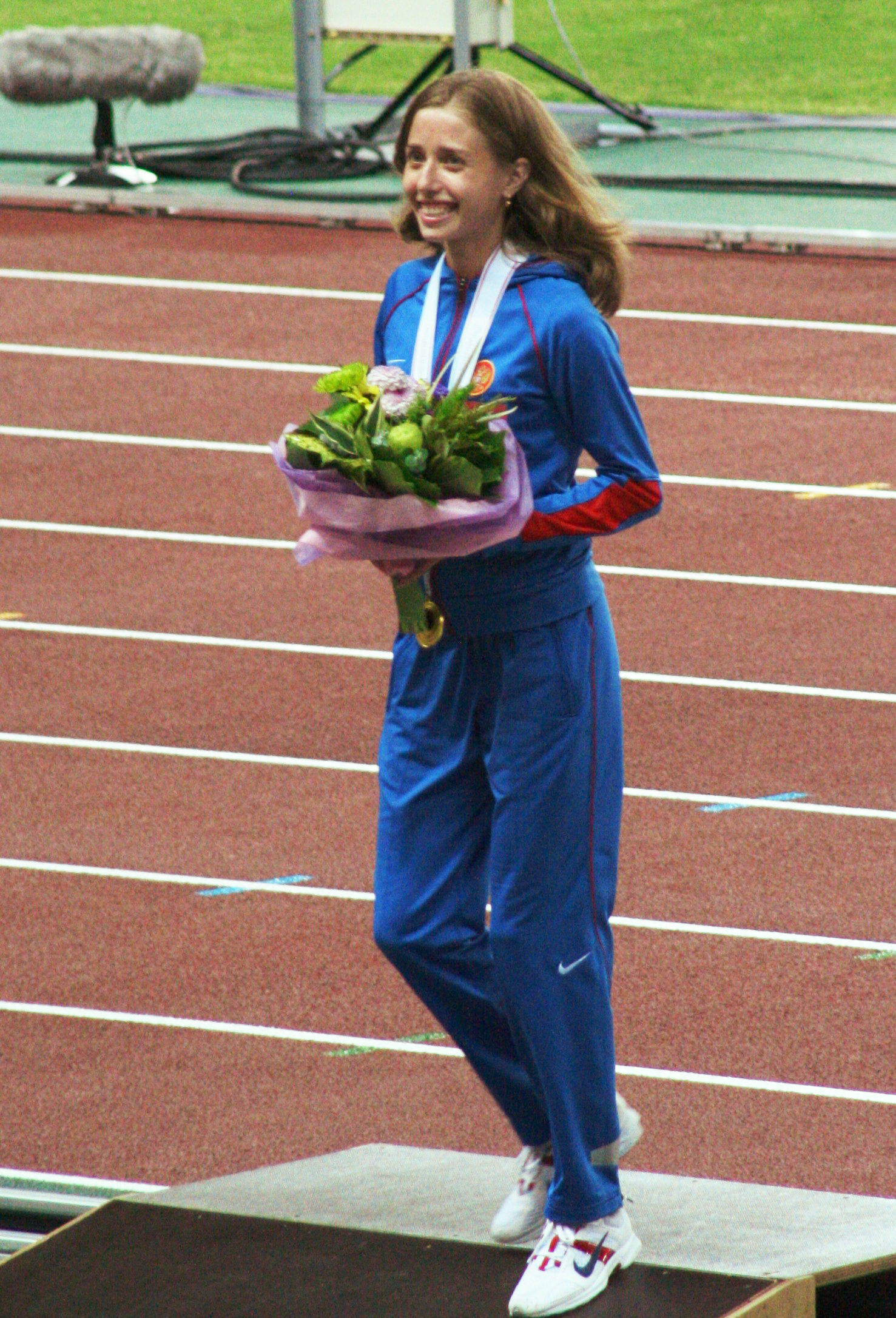
Gold errang die mitfavorisierte Olga Kaniskina

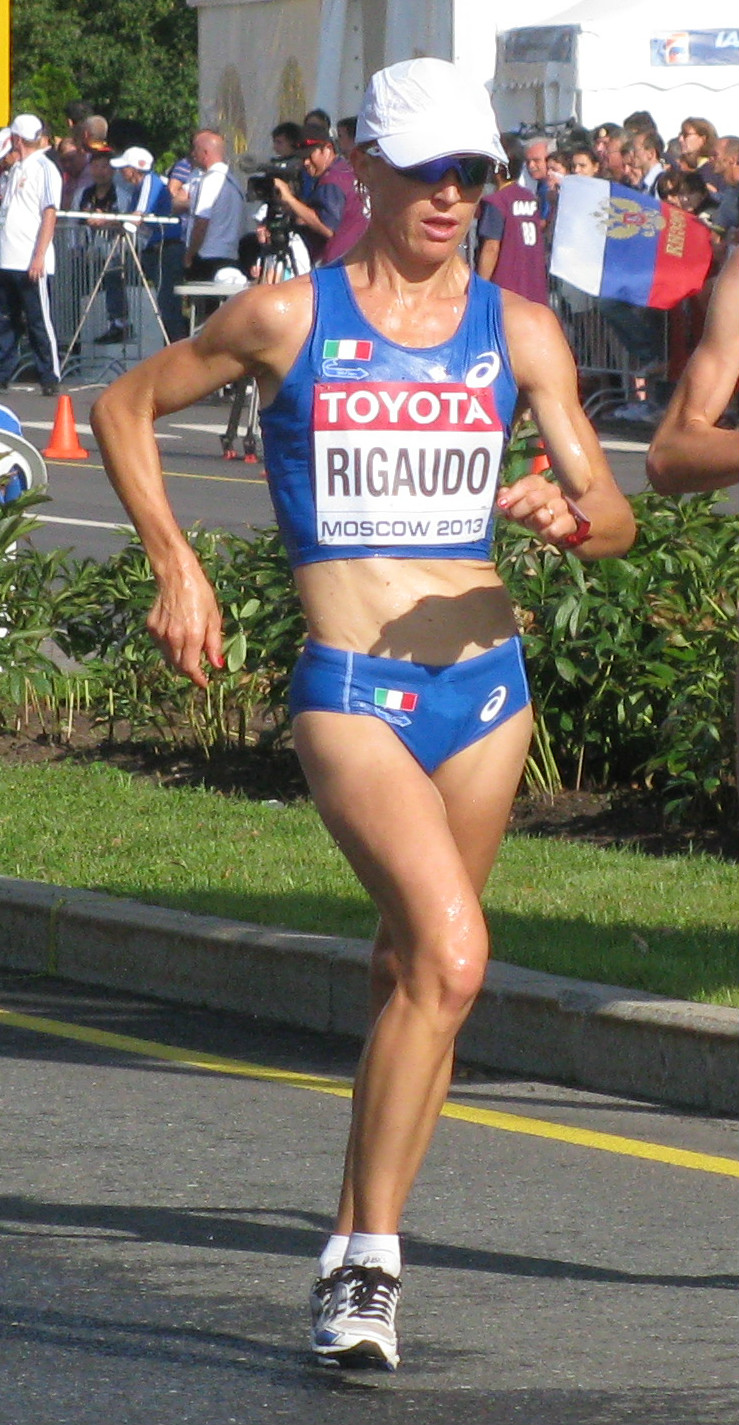
Bronzemedaille für Elisa Rigaudo

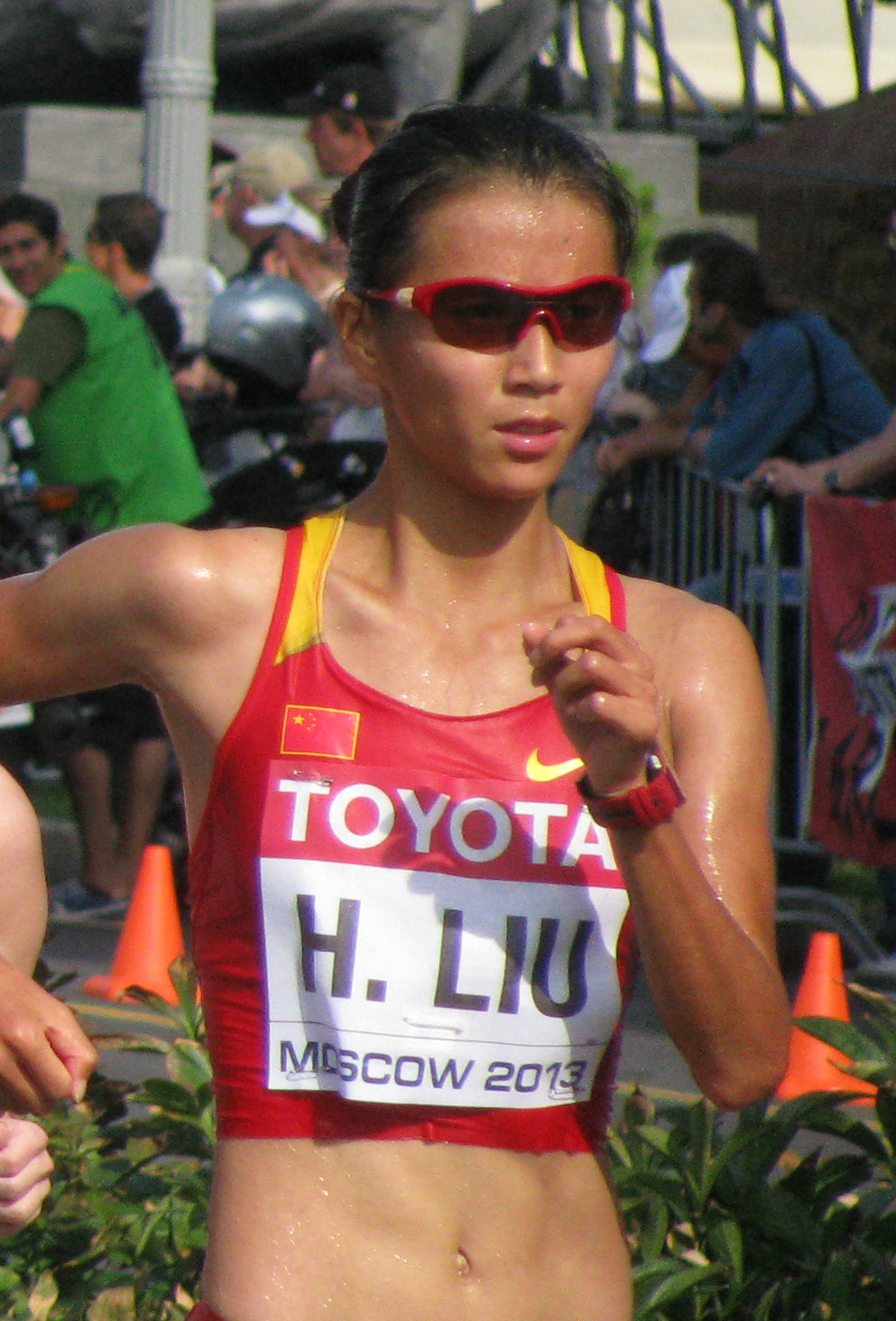
Die Olympiavierte Liu Hong

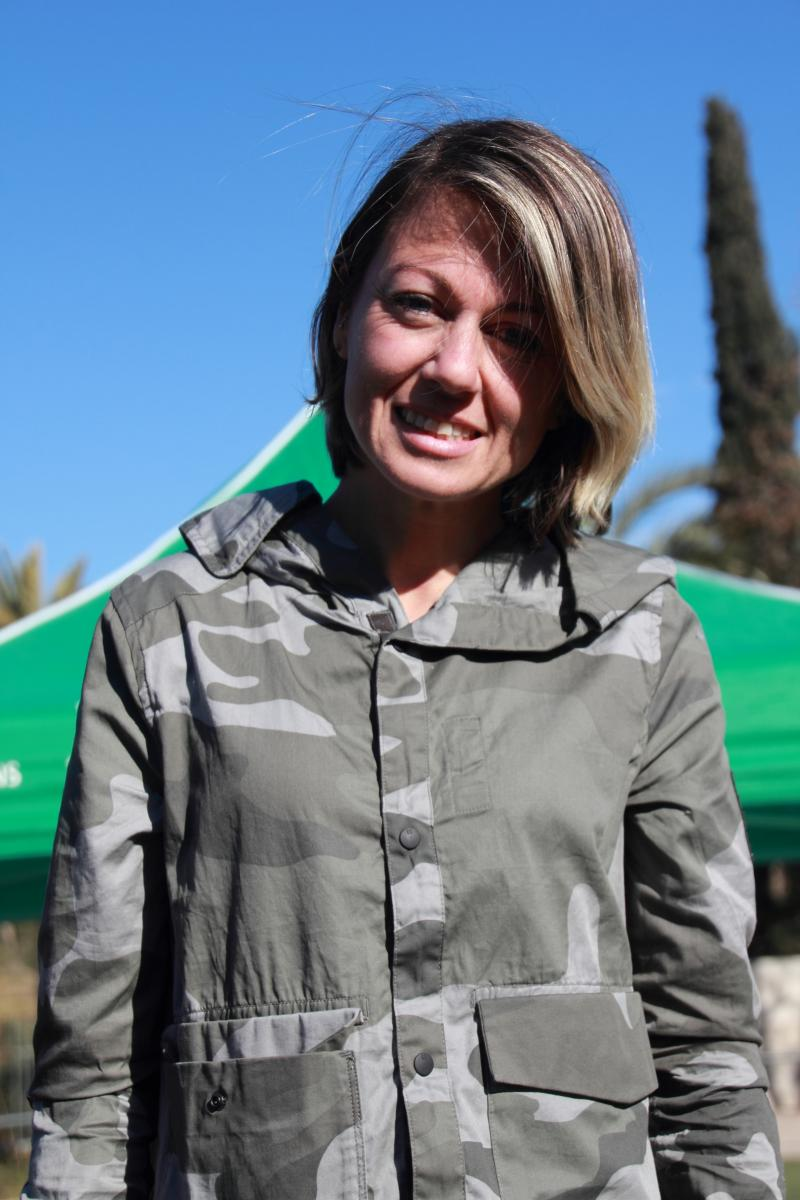
Maria Vasco erreichte
den fünften Platz

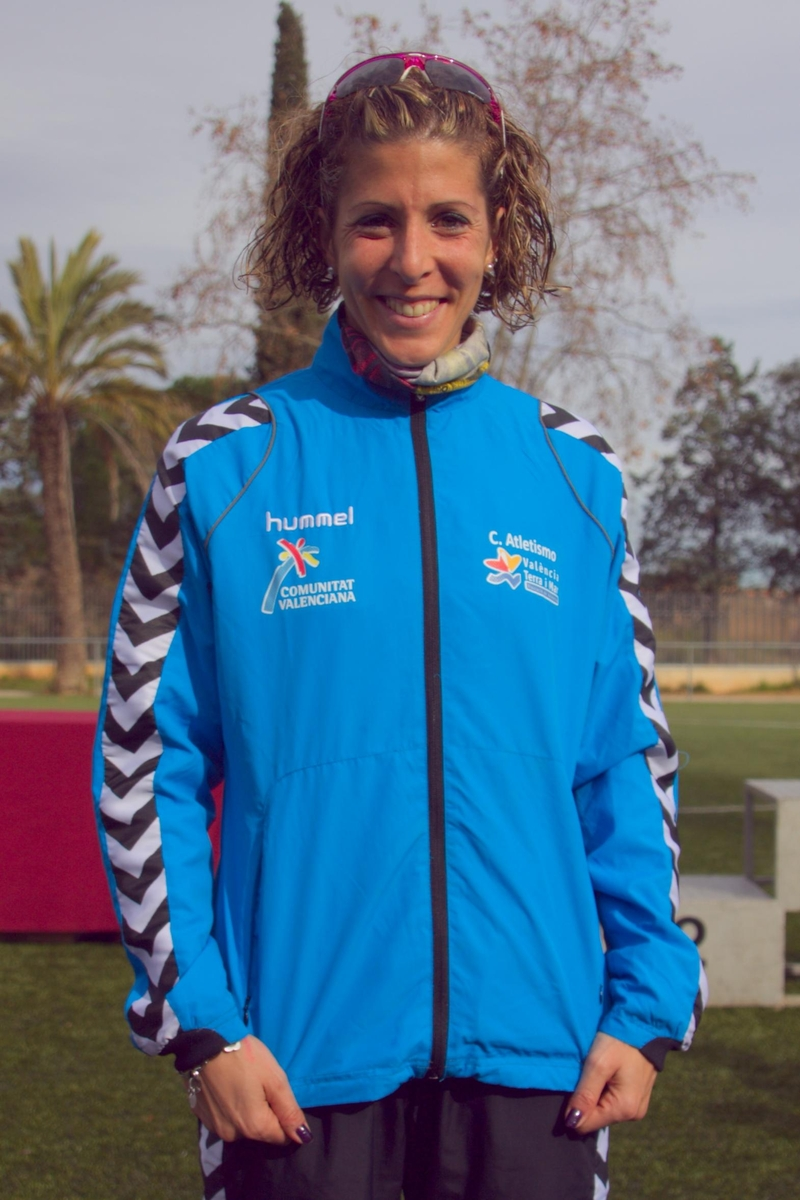
Beatriz Pascual
kam auf Rang sechs

21. August 2008, 9:00 Uhr
| Zwischenzeiten | Zwischenzeiten | Zwischenzeiten                                                          | Zwischenzeiten |
| Marke          | Zwischenzeit   | Führende                                                                | 2-km-Zeit      |
| -------------- | -------------- | ----------------------------------------------------------------------- | -------------- |
| 2 km           | 8:26 min       | Olga Kaniskina 17 s vor größerer Gruppe                                 | 8:26 min       |
| 4 km           | 17:00 min      | Olga Kaniskina 27 s vor 15köpfiger Gruppe                               | 8:34 min       |
| 6 km           | 25:31 min      | Olga Kaniskina 37 s vor 10köpfiger Gruppe                               | 8:31 min       |
| 8 km           | 34:09 min      | Olga Kaniskina 41 s vor 10köpfiger Gruppe                               | 8:38 min       |
| 10 km          | 42:43 min      | Olga Kaniskina 45 s vor 7köpfiger Gruppe                                | 8:34 min       |
| 12 km          | 51:15 min      | Kaniskina / Turawa 41 s zurück / Plätzer und Vasco 53 s zurück          | 8:41 min       |
| 14 km          | 59:51 min      | Kaniskina / Turawa 48 s zurück / Plätzer und Vasco 1:01 min zurück      | 8:36 min       |
| 16 km          | 1:08:31 h00    | Kaniskina / Turawa 59 s zurück / Plätzer und Vasco 1:09 min zurück      | 8:40 min       |
| 18 km          | 1:17:24 h00    | Kaniskina / Plätzer und Vasco 1:01 min zurück / Rigaudo 1:12 min zurück | 8:53 min       |
| 20 km          | 1:26:31 h00    | Olga Kaniskina                                                          | 9:07 min       |

| Platz | Name                     | Nation              | Zeit (h)          | Verwarnungen       | Anmerkung |
| ----- | ------------------------ | ------------------- | ----------------- | ------------------ | --------- |
| 1     | Olga Kaniskina           | Russland            | 1:26:31           | Knie               | OR        |
| 2     | Kjersti Plätzer          | Norwegen            | 1:27:07           | Knie               | NR        |
| 3     | Elisa Rigaudo            | Italien             | 1:27:12           |                    | PB        |
| 4     | Liu Hong                 | Volksrepublik China | 1:27:17           |                    | PB        |
| 5     | María Vasco              | Spanien             | 1:27:25           | Knie / Bod         | NR        |
| 6     | Beatriz Pascual          | Spanien             | 1:27:44           |                    | PB        |
| 7     | Olive Loughnane          | Irland              | 1:27:45           | Bod                | PB        |
| 8     | Ana Cabecinha            | Portugal            | 1:27:46           |                    | NR        |
| 9     | Athanasia Tsoumeleka     | Griechenland        | 1:27:54           |                    | NR        |
| 10    | Vera Santos              | Portugal            | 1:28:14           |                    | PB        |
| 11    | Ryta Turawa              | Belarus             | 1:28:26           |                    |           |
| 12    | Tatjana Sibiljowa        | Russland            | 1:28:28           |                    |           |
| 13    | Shi Na                   | Volksrepublik China | 1:29:08           | Bod                |           |
| 14    | Mayumi Kawasaki          | Japan               | 1:29:43           | Bod                |           |
| 15    | Sabine Zimmer            | Deutschland         | 1:30:19           |                    |           |
| 16    | Sonata Milušauskaitė     | Litauen             | 1:30:26           |                    | NR        |
| 17    | Vera Zozuļa              | Ukraine             | 1:30:31           | Knie               |           |
| 18    | María José Poves         | Spanien             | 1:30:52           |                    |           |
| 19    | Kristina Saltanovič      | Litauen             | 1:31:03           |                    |           |
| 20    | Jane Saville             | Australien          | 1:31:17           |                    |           |
| 21    | Sylwia Korzeniowska      | Polen               | 1:31:19           | Bod                |           |
| 22    | Johanna Jackson          | Großbritannien      | 1:31:33           | Bod                | NR        |
| 23    | Melanie Seeger           | Deutschland         | 1:31:56           | Bod / Bod          |           |
| 24    | Ana Maria Groza          | Rumänien            | 1:32:16           |                    |           |
| 25    | Evangelia Xinou          | Griechenland        | 1:32:19           |                    | PB        |
| 26    | Sachiko Konishi          | Japan               | 1:32:21           |                    |           |
| 27    | Zuzana Schindlerová      | Tschechien          | 1:32:57           |                    | PB        |
| 28    | Claire Woods             | Australien          | 1:33:02           | Bod                | PBe       |
| 29    | Kim Mi-jung              | Südkorea            | 1:33:55           |                    |           |
| 30    | Swetlana Tolstaja        | Kasachstan          | 1:34:03           |                    |           |
| 31    | Joanne Dow               | USA                 | 1:34:15           | Bod                |           |
| 32    | Zuzana Malíková          | Slowakei            | 1:34:33           |                    |           |
| 33    | Sniazhana Yurchanka      | Belarus             | 1:34:33           |                    |           |
| 34    | Nadija Borowska-Prokopuk | Ukraine             | 1:34:50           |                    |           |
| 35    | Sandra Zapata            | Kolumbien           | 1:36:18           | Bod                |           |
| 36    | Johana Ordóñez           | Ecuador             | 1:36:26           |                    |           |
| 37    | Tânia Spindler           | Brasilien           | 1:36:46           |                    |           |
| 38    | Verónica Colindres       | El Salvador         | 1:36:52           |                    |           |
| 39    | Edina Füsti              | Ungarn              | 1:37:03           |                    |           |
| 40    | Kellie Wapshott          | Australien          | 1:37:59           |                    |           |
| 41    | Despina Zapounidou       | Griechenland        | 1:39:11           |                    |           |
| 42    | Jolanta Dukure           | Lettland            | 1:41:03           |                    |           |
| 43    | Evelyn Núñez             | Guatemala           | 1:44:13           |                    |           |
| DNF   | Susana Feitor            | Portugal            |                   |                    |           |
| DNF   | Yuan Yu Fang             | Malaysia            | Knie              |                    |           |
| DSQ   | Elena Ginko              | Belarus             |                   | Knie / Knie / Knie |           |
| DSQ   | Tatjana Kalmykowa        | Russland            | Bod / Knie / Knie |                    |           |
| DSQ   | Yang Mingxia             | Volksrepublik China | Bod / Bod / Bod   |                    |           |

## Wettbewerbsverlauf
Von Beginn an machte Olga Kaniskina mit hohem Tempo Druck auf die Konkurrenz und setzte sich früh ab. Nach nur zwei Kilometern war sie mit einem Vorsprung von siebzehn Sekunden ganz alleine vorn vor einer größeren Verfolgergruppe, die im weiteren Verlauf immer kleiner wurde. Kaniskina vergrößerte den Abstand zu ihren Gegnerinnen stetig. Nach acht Kilometern führte sie mit bereits 41 Sekunden vor einer zehnköpfigen Gruppe, die nach zehn Kilometern auf sieben Geherinnen zusammenschrumpfte. Ryta Turawa, Maria Vasco, die Chinesinnen Liu Hong und Yang Mingxia, die Russin Tatjana Kalmykowa, Kjersti Plätzer und Elisa Rigaudo hatten jetzt einen Rückstand von 45 Sekunden. Nach weiteren zwei sehr schnellen Kilometern war auch diese kleine Gruppe auseinandergefallen. Turawa hatte sich abgesetzt und war sogar ein wenig näher an die führende Kaniskina herangekommen. 41 Sekunden lag sie jetzt noch zurück, zwölf Sekunden hinter Turawa folgten Plätzer und Vasco. Im weiteren Verlauf vergrößerte Kaniskina den Abstand wieder, während Turawa mehr und mehr die Kräfte ausgingen. Schließlich kamen Plätzer und Vasco wieder an die Weißrussin heran, die dann bis zum Ziel auf noch den elften Platz zurückfiel. Nach achtzehn Kilometern führte Kaniskina mit mehr als einer Minute vor Plätzer und Vasco. Rigaudo folgte als Vierte nur noch elf Sekunden hinter den ersten beiden Verfolgerinnen. Auf den letzten beiden Kilometern ließ sich die führende Russin den Sieg nicht mehr nehmen. Mit einem Vorsprung von 36 Sekunden gewann Olga Kaniskina die Goldmedaille vor Kjersti Plätzer. Elisa Rigaudo errang weitere fünf Sekunden zurück die Bronzemedaille vor Liu Hong. Maria Vasco fiel noch auf den fünften Platz zurück, Beatriz Pascual belegte Rang sechs vor der Irin Olive Loughnane und der Portugiesin Ana Cabecinha. Athanasia Tsoumeleka wurde am Ende Neunte.
Olga Kaniskina verbesserte Wang Lipings olympischen Rekord aus dem Jahr 2000 um mehr als zweieinhalb Minuten.
Außerdem wurden sechs neue Landesrekorde aufgestellt.

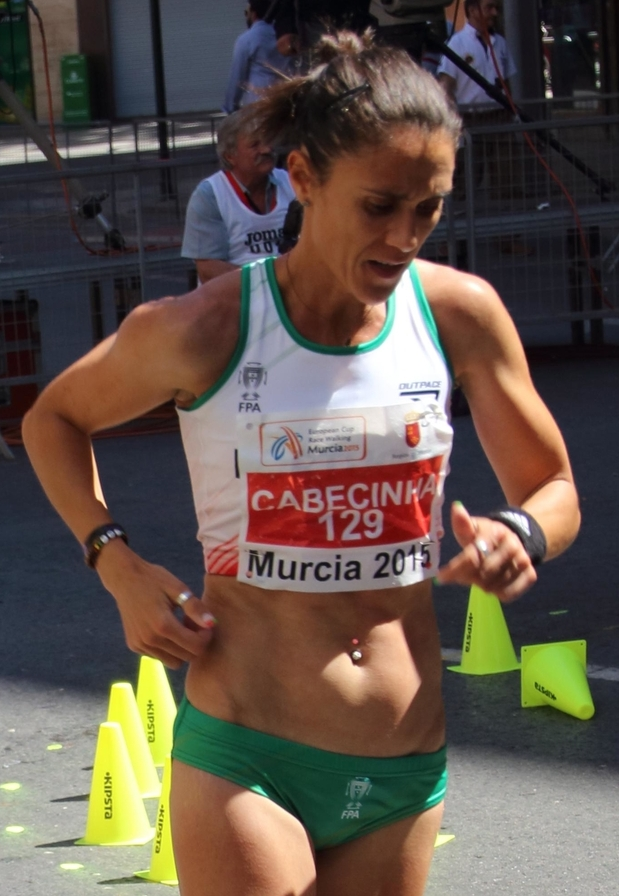
Die achtplatzierte Ana Cabecinha
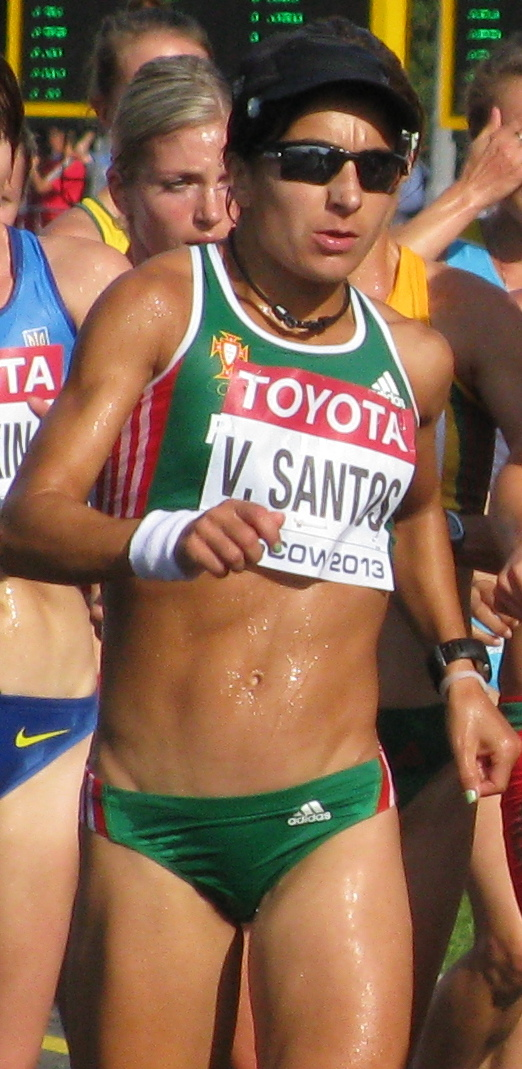
Vera Santos belegte Rang zehn
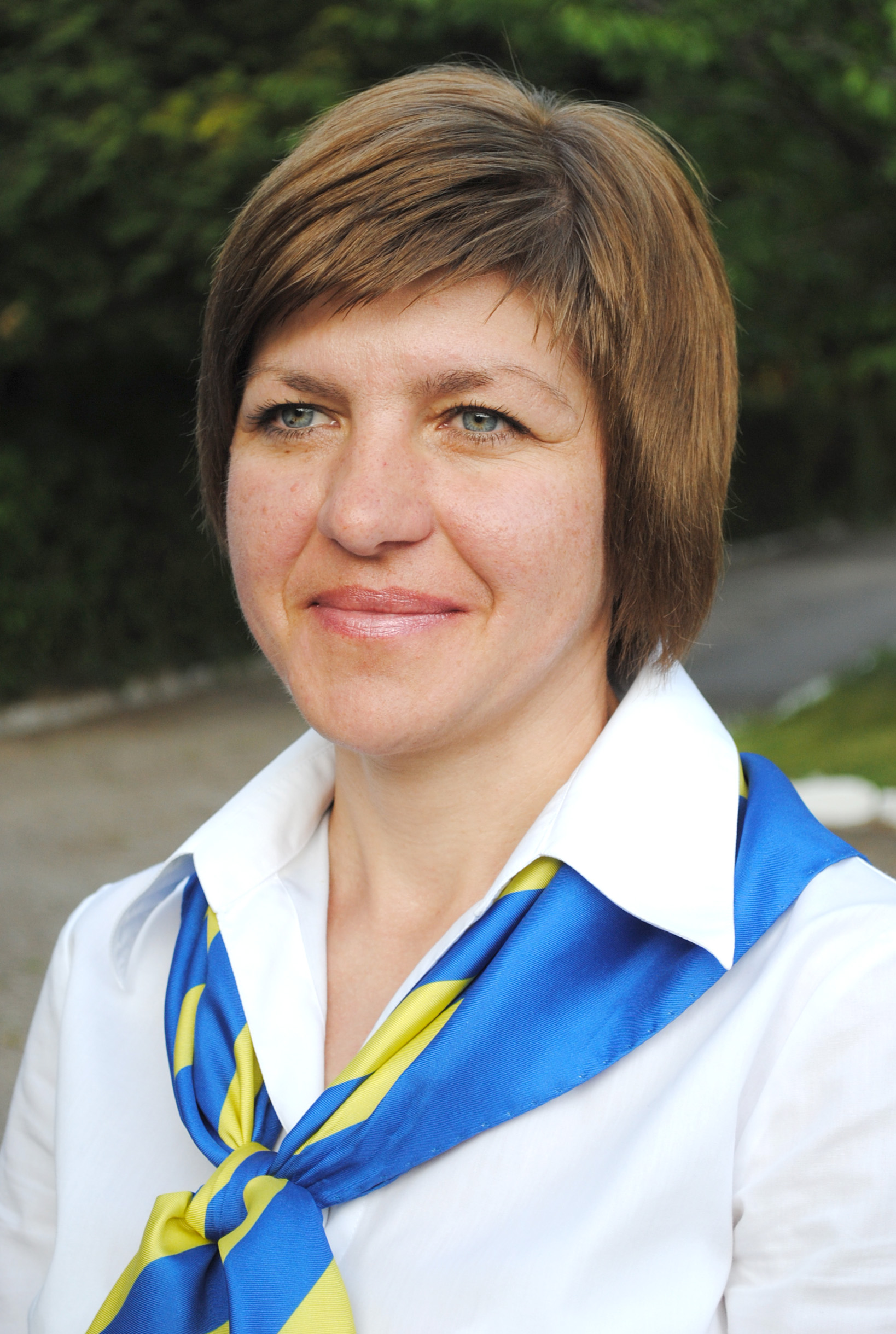
Die Siebzehnte Vera Zozuļa
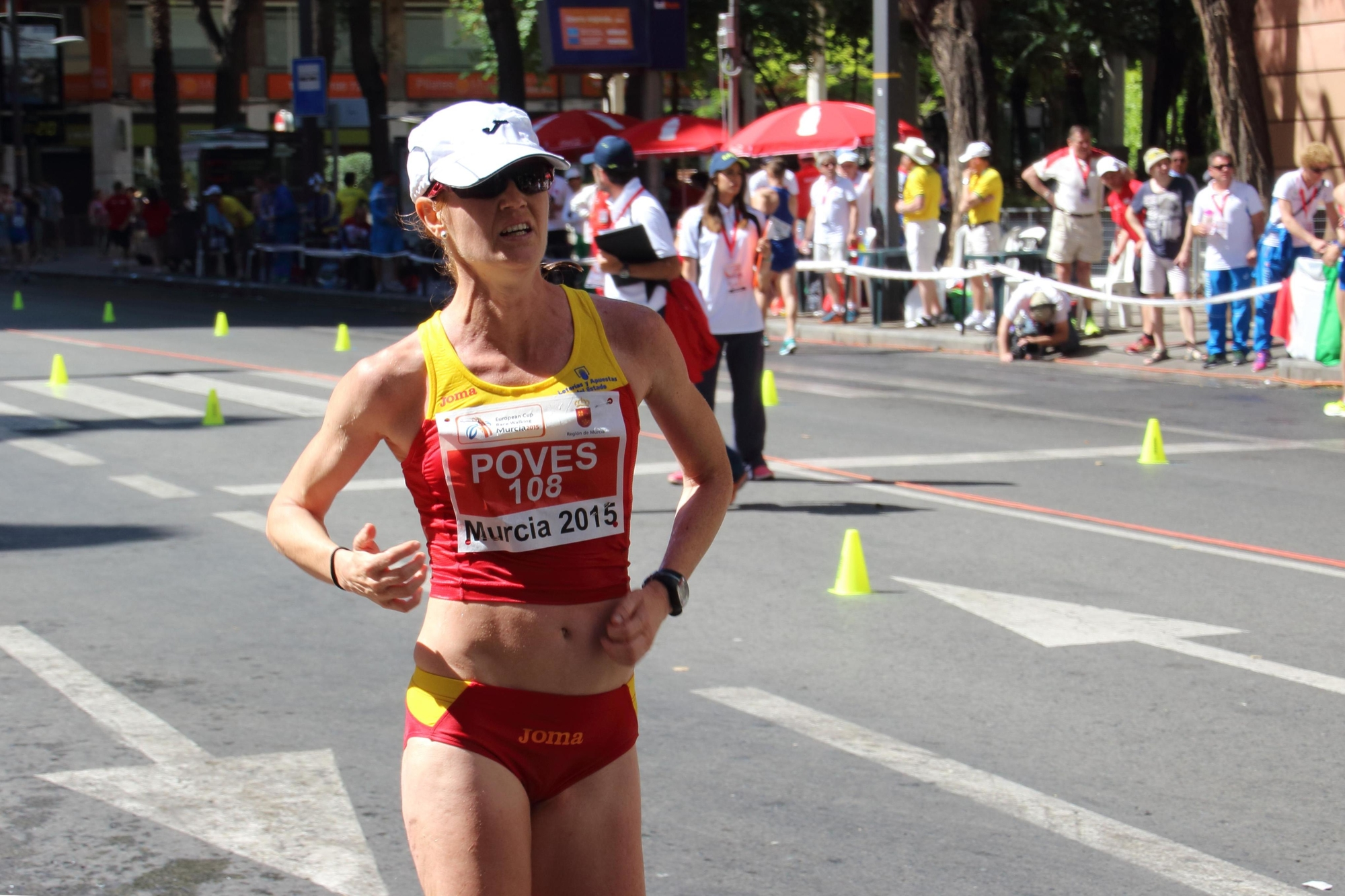
María José Poves – Rang achtzehn

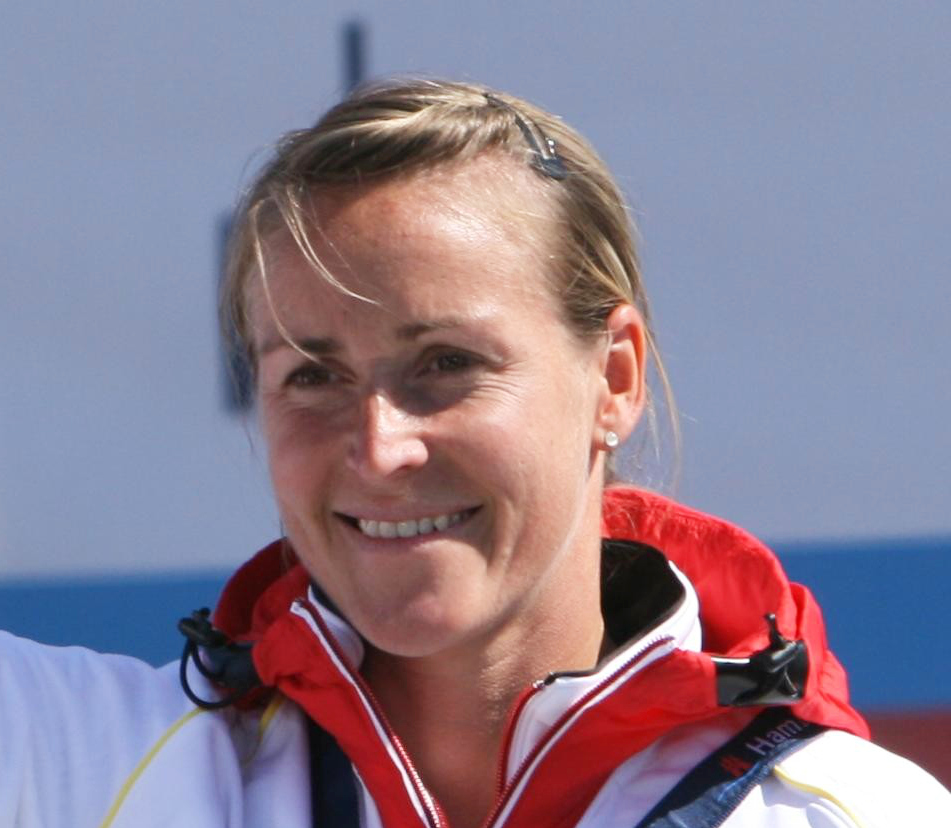
Melanie Seeger wurde 23.
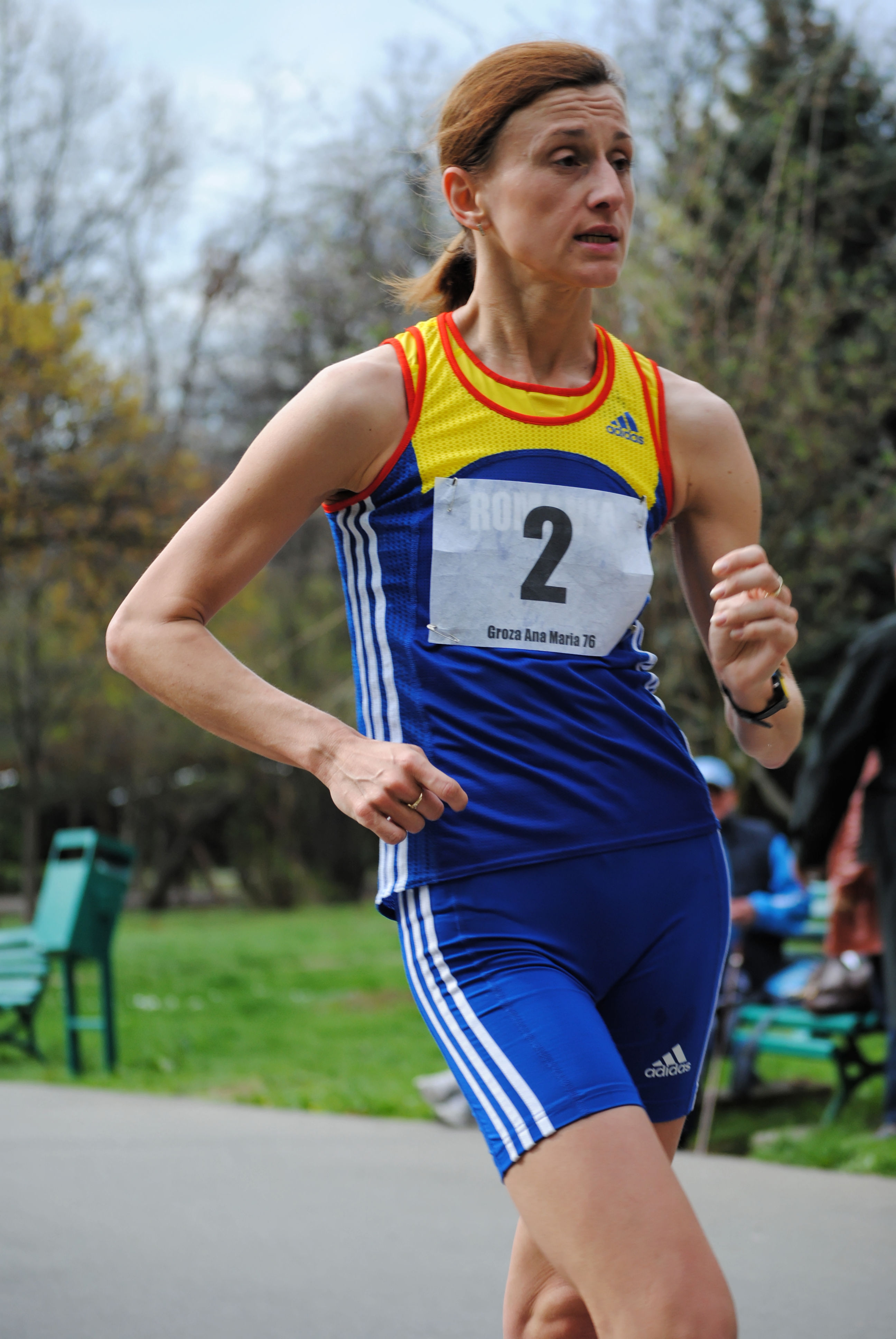
Ana Maria Groza kam auf Platz 24
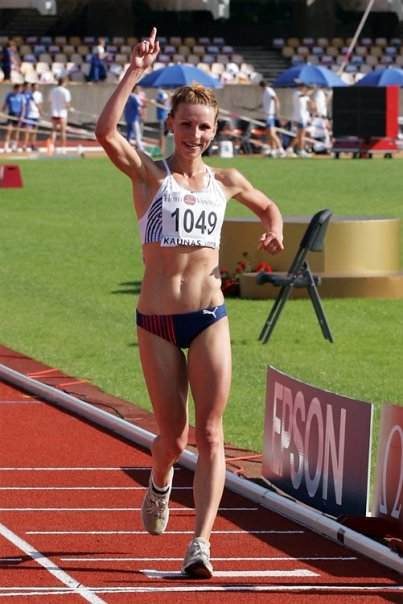
Zuzana Schindlerová – Rang 27
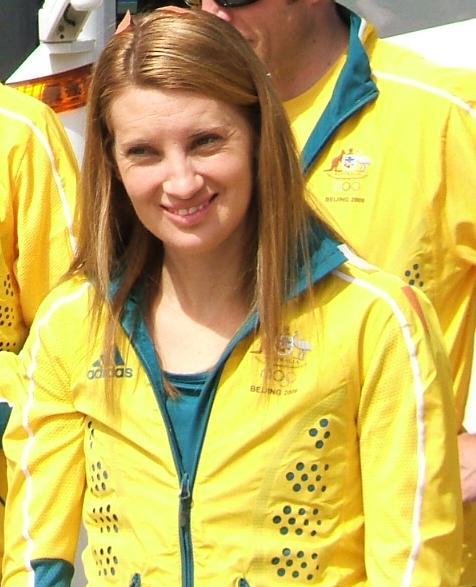
Claire Woods – Rang 28
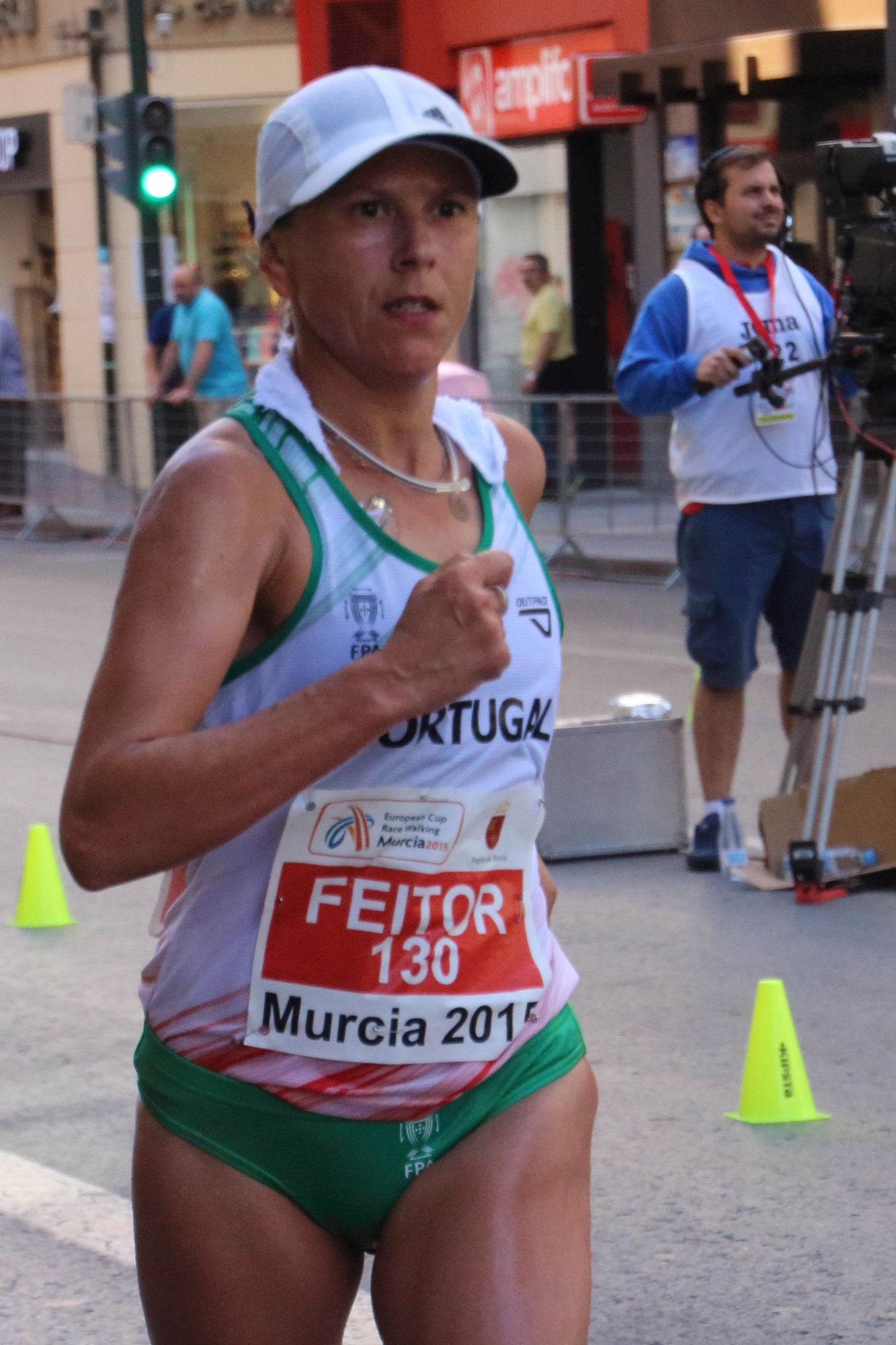
Susana Feitor gab das Rennen nach Kilometer vierzehn auf

## Video
- Athletics - Women's 20KM Race Walk - Beijing 2008 Summer Olympic Games, youtube.com, abgerufen am 15. März 2022